# Урожайна (Леб'яжівський округ)
Урожа́йна (рос. Урожайная) — присілок у складі Леб'яжівського округу Курганської області, Росія.
Населення — 21 особа (2010, 60 у 2002).